# حمزه‌حاجی‌لی (امیرداغ)
حمزه‌حاجی‌لی (به ترکی استانبولی: Hamzahacılı) یک منطقهٔ مسکونی در ترکیه است که در امیرداغ واقع شده‌است.